# Chowrino
Chowrino (ros. Ховрино) – stacja moskiewskiego metra linii Zamoskworieckiej położona w północnym okręgu administracyjnym Moskwy w rejonie Chowrino. Otwarta 31 grudnia 2017 roku.

## Historia
Pierwsze plany dalszego rozwoju linii na północ pojawiły się już podczas drugiego etapu budowy metra w Moskwie. Początkowo stacja nie była w tych planach uwzględniania. Zmieniło się to w 1957 roku w projektach budowy odcinka Sokoł - Riecznoj wokzał. W latach 70. plany są rozwijane (budowa 3 stacji) i zmieniane, aż w 1978 zawieszone na czas bliżej nieokreślony, gdyż priorytetem staje się budowa linii Sierpuchowsko-Timiriaziewskajej. W latach 90. zrezygnowano z budowy trzeciej stacji Lewobereżnaja (Левобережная). 